# Audi Type B
De Audi Type B is een personenauto uit de middenklasse die van 1911 tot 1914 geproduceerd werd door de Duitse autobouwer Audi Automobilwerke GmbH Zwickau.
De wagen werd aangedreven door een 2,6L vier-in-lijn kop/zijklepmotor die voorin gemonteerd was en die 28 pk ontwikkelde. Daarmee haalde de wagen een topsnelheid van 80 km/u. Het motorvermogen werd via een handgeschakelde vierversnellingsbak en een cardanas overgebracht op de achterwielen. De wagen had een ladderchassis en twee starre assen met bladveren. Het gewicht van het chassis (zonder carrosserie) bedroeg 830 kg. 
De Type B werd uitsluitend aangeboden als phaeton met twee of vier zitplaatsen. Tussen 1911 en 1914 werden er in totaal 360 exemplaren gebouwd.